# Amberg
Amberg (pronunciación en alemán: /ˈambɛʁk/ⓘ) es una ciudad de Baviera, Alemania, a orillas del río Vils. Tiene 45.000 habitantes aproximadamente.
El pueblo fue mencionado por primera vez en 1034, con el nombre de Ammenberg. Se convirtió en un importante centro comercial en la Edad Media, exportando principalmente mena de acero y productos del mismo material. En 1269 el pueblo, junto a Bamberg, fue subordinado bajo la dinastía Wittelsbach, que dominaba Baviera.

## Hermanamientos
Amberg está hermanada con:
- Périgueux, Francia[2]
- Trikala, Grecia
- Ústí nad Orlicí, República Checa
- Bad Bergzabern, Renania-Palatinado
- Bystrzyca Kłodzka, Polonia
- Desenzano del Garda, Italia
- Freiberg, Sajonia, Alemania
- Geretsried, Baviera, Alemania
- Kranj, Eslovenia
- Schnaittenbach, Baviera, Alemania
- Siilinjärvi, Finlandia